# Barrage Tessa
Le barrage Tessa est un barrage de Tunisie, situé sur l'oued Tessa, en aval d'un bassin versant de 1 420 km2 localisé à la frontière entre le gouvernorat du Kef et celui de Siliana.
Il a pour objectif l'approvisionnement en eau pour l'irrigation et la protection contre les inondations.
La construction retenue est un barrage-poids en BCR d'une hauteur de 38 m. La longueur développée du barrage est de 708 m. La capacité de la retenue est de 44 106 m3.
L'évacuation des crues est assurée par un seuil situé en rive gauche équipé de deux clapets dans l'axe de la vallée, terminé par une cuillère de restitution et deux pertuis de vidange de fond, qui jouent également un rôle important dans l'évacuation des sédiments. Les ouvrages hydrauliques (évacuateur de fond et prise d'eau), qui sont des ouvrages en béton armé, sont regroupés en rive gauche.
La construction du barrage est financée pour 85 % par le Fonds arabe pour le développement économique et social et le projet reçoit l'approbation du parlement tunisien le 28 janvier 2019.